# Храм Святого Петра в Лахте
Це́рковь Свято́го Апо́стола Петра́ в Лахте — православный храм в Санкт-Петербурге, в исторической местности Лахта. Входит в состав Приморского благочиния Санкт-Петербургской епархии Русской православной церкви. Настоятель — протоиерей Андрей Сергеевич Мунтян.

## История

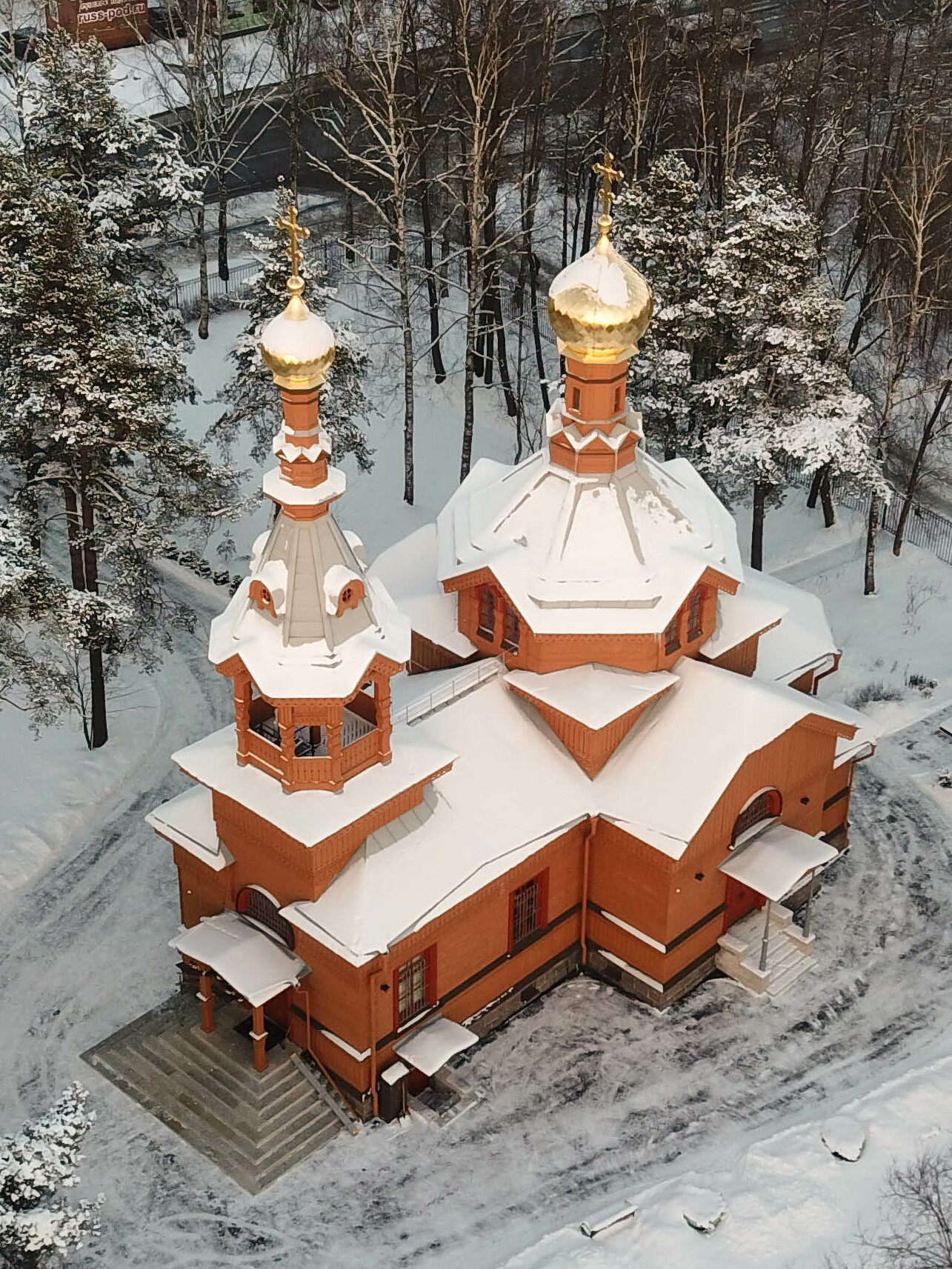
Вид на церковь и колокольню с дрона, 2021 год

В конце XIX века Лахта стала популярным дачным местом. Увеличение числа дачников и распространение сектантства среди жителей вызвали необходимость возведения православной церкви. Решение построить собственный храм было приурочено к событию 1 (12) ноября 1724 года, когда, согласно преданию, Пётр I спас тонувших солдат и матросов.
Владелец Лахты граф Владимир Стенбок-Фермор пожертвовал для церкви землю и 20 000 рублей. Средства на возведение храма собирали также жители Лахты и Ольгино. Был организован сбор пожертвований на сооружение храма, которые принимались по адресу: «Васильевский остров, угол Малого проспекта и 12-й линии, контр-адмиралу Александру Ивановичу Петрову, в собственном доме».
Закладка храма святого апостола Петра состоялась 29 июня (11 июля) 1893 года, в день апостолов Петра и Павла. Богослужение возглавил митрополит Санкт-Петербургский и Ладожский Палладий (Раев), в сослужении епископа Гдовского Николая (Налимова). К месту закладки храма из Преображенской (Колтовской) церкви, пришёл крестный ход, находившийся в пути более трех часов. На торжестве присутствовали председатель Общества спасания на водах, член Государственного Совета, Константин Посьет и товарищ обер-прокурора Святейшего Синода Владимир Саблер. На месте закладки были вложены монеты и закладная доска.

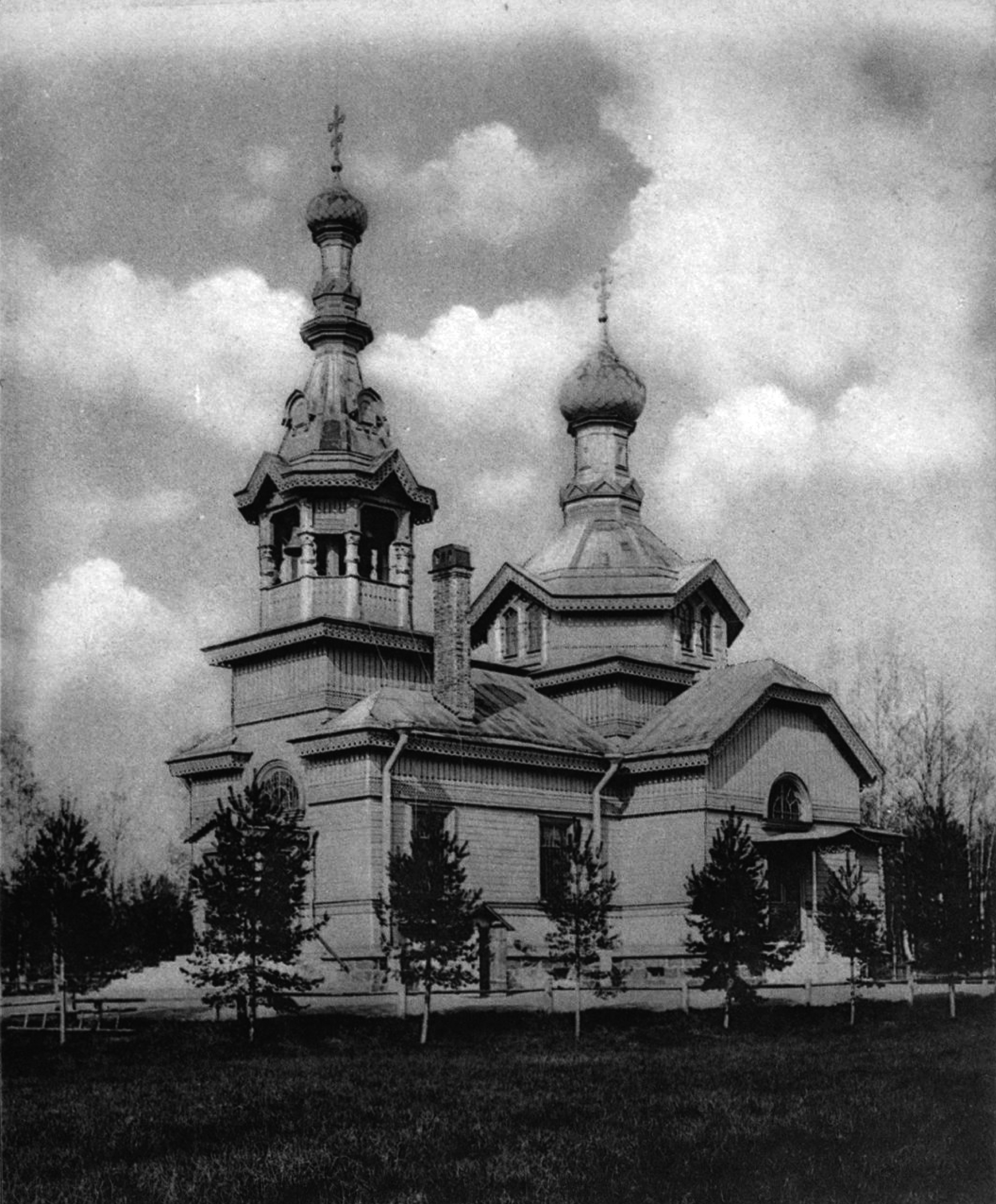
Церковь Святого Петра.
Фото 1900—1904 годов.

Деревянную, на каменном фундаменте, церковь с шатровой колокольней разработали академики архитектуры, местные жители Василий Васильевич и Василий Иванович Шаубы. Работы по сооружению храма велись под руководством строительного комитета во главе с супругой обер-прокурора Святейшего Синода Екатериной Победоносцевой.
Строительство храма шло быстро. 12 (24) июня 1894 года состоялось поднятие колоколов, а 31 июля (12 августа) митрополит Палладий (Раев) вместе с епископом Гдовским Назарием (Кирилловым) и Иоанном Кронштадтским освятил храм. На торжестве присутствовал обер-прокурор Святейшего Синода Константин Победоносцев, Санкт-Петербургский губернатор граф Сергей Толь и Владимир Стенбок-Фермор.
Рядом с храмом (Лахтинский проспект, 94) было выстроено двухэтажное здание для помещения в нем приходской школы и приюта, средства на которое выделил граф Стенбок-Фермор.
В 1920-х — 1930-х годах лахтинский приход относился к числу обновленческих. В 1938 году церковь была закрыта, и в ней в 1939 году устроили кинотеатр «Звезда».
Иконы были вывезены в помещение поселкового совета на Юнтоловской улице, дальнейшая их судьба неизвестна. Колокольня храма была снесена, главный корпус удлинен, и к нему приделали каменное крыльцо, служившее входом в кинотеатр.
В конце 1980-х годов кинотеатр был закрыт, в здании был устроен кооператив по ремонту катеров. В помещении были установлены сварочные аппараты.
12 июля 1990 года, в Петров день, у стен храма состоялось первое богослужение в честь святого апостола Петра. В марте 1991 года церковь была передана Санкт-Петербургской епархии, первая служба в самом храме прошла на Пасху 1991 года, а литургия — в праздник Святой Троицы (Пятидесятницы). Настоятелем храма был назначен иерей Георгий Артемьев.
12 июня 1994 года состоялось полное освящение храма, которое возглавил епископ Тихвинский Симон (Гетя).
Возрождался приход, вновь люди обретали веру, приводили в храм своих детей.
В июне 2007 года в безвозмездное пользование храму было передано здание бывшей церковно-приходской школы. Прихожане пытались укрепить стены, выполнить косметический ремонт. Но здание находилось в аварийном состоянии. Началась полная реставрация, которая к 2017 году была завершена.
В августе 2009 года, после тяжелой болезни, скончался настоятель храма протоиерей Георгий Артемьев, который был погребен на территории храма, за алтарём.
В сентябре 2009 года указом Митрополита Санкт-Петербургского и Ладожского Владимира (Котлярова) настоятелем церкви в Лахте был назначен священник Андрей (Мунтян).
В 2010 году началась реставрация в храме, в процессе которой зданию был возвращён первоначальный облик. Некоторое время службы проходили в также отреставрированном здании церковно-приходской школы. Освящение митрополитом Варсонофием восстановленного храма состоялось 16 августа 2019 года.

## Архитектура, убранство
Церковь представляет собой типичный для конца XIX века пример деревянного шатрового храма в русском стиле. Здание храма поставлено на гранитном фундаменте и цоколе. Над входом была расположена колокольня. В настоящее время колокола расположены также над входом, но в основном здании.
Интерьер церкви был выкрашен «под мрамор». Иконостас был выполнен в Малоохтенской мастерской Наумова, а часть икон для него написал Адольф Шарлемань, который являлся также автором образов евангелистов в парусах. Все иконы были исполнены в мастерской А. И. фон Бутлера на цинке с золотым чеканом.
В алтаре находился витраж с изображением Спасителя.
После возвращения храма Санкт-Петербургской епархии трудами и молитвой храм вновь преображался. Был выполнен косметический ремонт внутри и снаружи, восстановлен витраж в алтаре. Новый иконостас преобразил пространство храма. Засияла на солнце позолоченная маковка. Над входом была установлена небольшая звонница, И вновь зазвучали церковные колокола в округе, созывая прихожан на службу.

## Святыни
- Храмовый образ апостола Петра.
- Икона святых преподобномучениц великой княгини Елисаветы и Варвары с частицами их мощей.
- Ковчег с частицами мощей святых: великомученика Георгия Победоносца, святителя Антония Вологодского и апостола Марка.

## Часовни

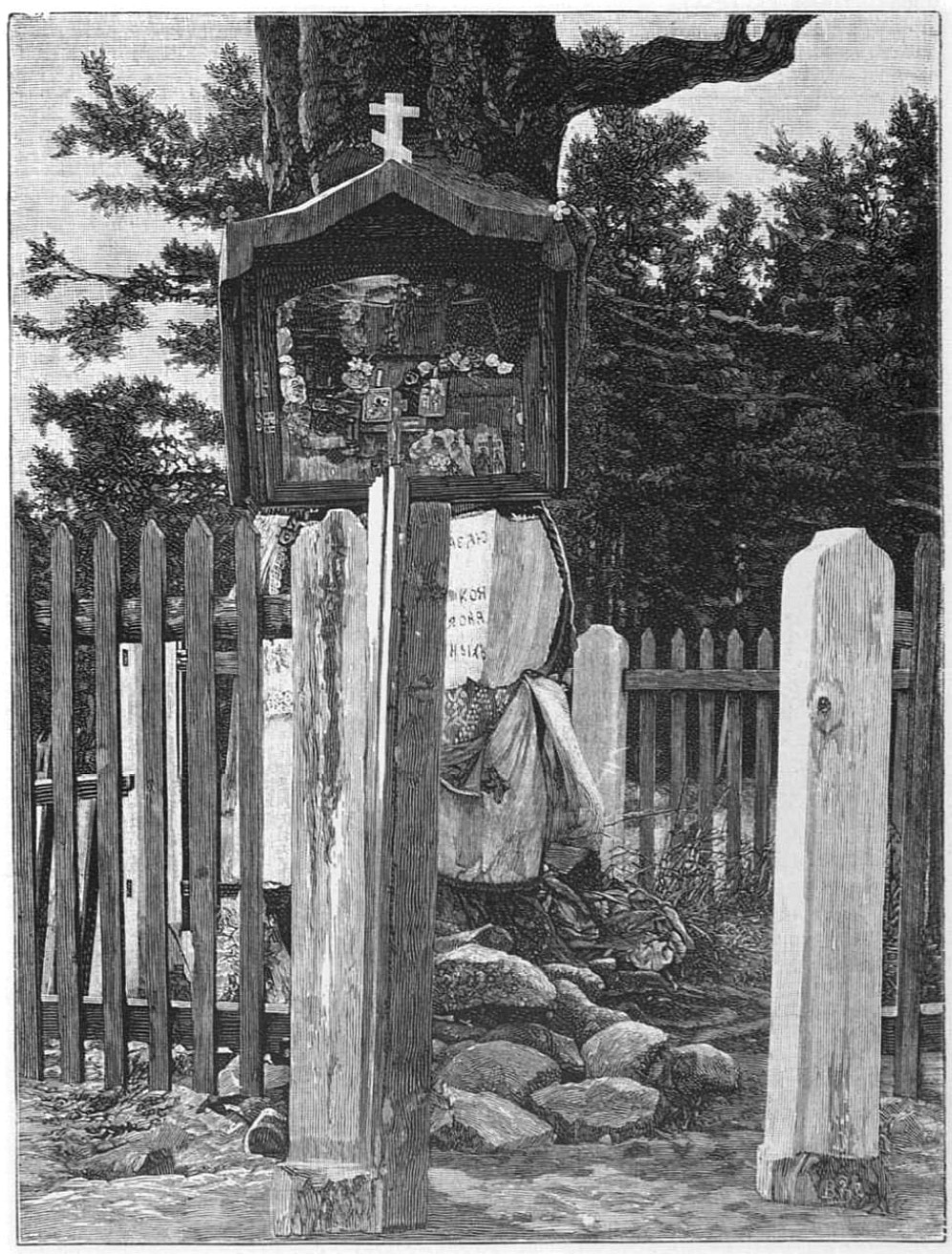
Сосна — памятник подвига Петра I в ноябре 1724 г., у которой предположено было соорудить часовню. Вид нижней части сосны с киотом и неугасимой лампадой (1892 г.).

1900-e годы

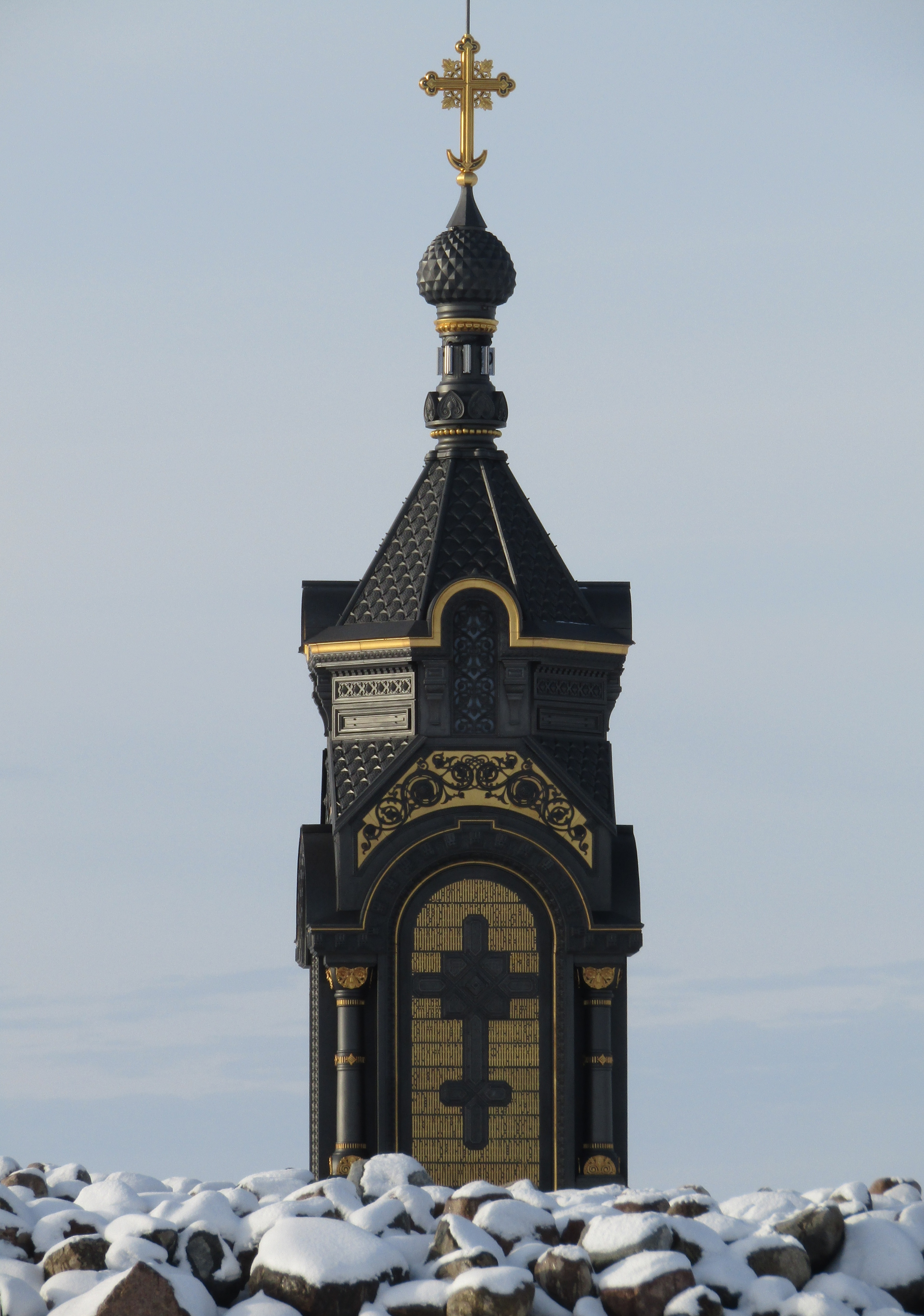
Часовня на моле яхт-клуба

- Чугунная часовня на гранитном основании, освящённая в день закладки храма 29 июня (11 июля) 1893 года на берегу Финского залива на месте, где, по легенде, произошло спасение моряков. Автор проекта — архитектор В. И. Шауб. На часовне предполагалось повесить колокол «самозвон» для предупреждения о надвигающейся буре. В ней висело 3 образа, написанных Адольфом Шарлеманем: два снаружи, третий — «Христос Спаситель, протягивающий руку помощи тонущему апостолу Петру» — внутри. Рядом находилась «Петровская» сосна, в которую была вделана памятная икона святителя Николая с лампадой. Дерево погибло во время наводнения 1924 года. Примерно в то же время была снесена часовня. 15 июля 2000 года, во время празднования 500-летия Лахты, разрушенная часовня была снова заложена, а вместо старой исторической сосны высажена новая, молодая.
- Деревянная часовня иконы Божией Матери «Утешительница всех страждущих и горем опечаленных». Построена по ходатайству помощника председателя Комитета по сооружению Петровского храма при местном Петровском отделе Общества спасения на водах. Освящена 1 (13) сентября 1896 года на взморье. Часовня предназначалась для богослужений над телами погибших в Неве, которых течение приносило к Лахте. Не сохранилась.
- Деревянная часовня святого равноапостольного Владимира на Новом кладбище Лахты. На кладбище были похоронены историк А. С. Грачевский и живописец Михаил (Михай) Александрович Зичи[4].
- Деревянная часовня святой равноапостольной Ольги, построенная на углу Юнтоловской и Колодезной улиц посёлка Ольгино в 1908 году. Архитектор — Николай Никифоров. Часовня не сохранилась.
- Часовня святой преподобномученицы великой княгини Елизаветы при хосписе № 1. Освящена 18 июля 1994 года. В сентябре 2014 года с созданием Отдела по церковной благотворительности и социальному служению Санкт-Петербургской епархии часовня стала относиться к Социальному благочинию. Действует.

## Традиции
В престольный праздник жители крестным ходом шли из церкви к чугунной часовне. В настоящее время традиция возрождена. И крестный ход идет в первое Воскресение после празднования дня памяти св.первоверховных апостолов Петра и Павла на побережье Финского залива к месту, где была построена часовня. Там совершается молебен.
Церковные молебны являются частью торжеств также в памятные дни посёлков Лахта и Ольгино.
Крестные ходы идут 9 мая, 22 июня, 27 января и 18 сентября от храма Святого Апостола Петра на Лахтинское кладбище, где совершаются молебны и панихиды у часовни-мемориала святого Георгия победоносца и воздаются почести на братской могиле воинов, погибших во время Великой Отечественной войны.

## Воскресная школа
При храме действует воскресная школа. Первые занятия с детьми после восстановления храма начались в феврале 1993 года. В храме был оборудован класс, где и проводились уроки. А в октябре 1995 года начала действовать церковно-приходская школа для взрослых. Сейчас программа воскресной школы включает основные предметы: Закон Божий, Жития Святых, Церковное пение. Также проводятся занятия по рисованию и ручному труду. Занятия ведут педагоги из прихода храма. И дети, и взрослые с радостью готовятся к праздникам.

## Настоятели храма
| Настоятели храма за всю историю                   | Настоятели храма за всю историю                     |
| Даты                                              | Настоятель                                          |
| ------------------------------------------------- | --------------------------------------------------- |
| 12 (24) июня 1894 — 9 (21) декабря 1894           | священник Алексий Павлович Стефановский (1873—1937) |
| 9 (21) декабря 1894 — 10 (22) февраля 1896        | священник Александр Владимирович Сперанский         |
| 10 (22) февраля 1896 — 24 января (5 февраля) 1897 | священник Евтихий Яковлевич Баланович (1862—1914)   |
| 7 (19) февраля 1897 — 13 (26) июня 1900           | священник Александр Николаевич Разумовский          |
| 13 (26) июня 1900 — 6 (19) ноября 1917            | протоиерей Сергий Васильев (…-1917)                 |
| 1917—1934                                         | священник Николай Ганзлик                           |
| 1934—1938                                         | …                                                   |
| 1938 — март 1991                                  | период закрытия                                     |
| март 1991 — 31 августа 2009                       | протоиерей Георгий Иванович Артемьев (1962—2009)    |
| сентябрь 2009 — настоящее время                   | протоиерей Андрей Сергеевич Мунтян (род. 1966)      |